# 香港教育工作者聯會
香港教育工作者聯會（英語：Hong Kong Federation of Education Workers），簡稱教聯會、教聯，是1975年4月成立的香港教職工組織，也是香港教育專業人員協會解散後現今香港最大的教師團體。成員包括各級教育機構的校監、校長、教師和職工等，其政治立場為建制派。

## 歷史
1975年4月13日，香港教育工作者聯會在香港北角新光戲院舉行第一次會員大會，通過會章，選舉產生正副主席及第一屆理事會，藍明生為第一任理事長。4月27日，在新光戲院舉行「香港教育工作者聯會成立大會」，教聯會正式成立，會長吳康民在大會上作「加強團結，堅持愛國進步的方向」講話，其後「愛國愛港」一直為教聯會堅持的政治立場。成立大會次日，吳康民率訪問團經廣州飛赴北京，受到中國中央政府有關負責人接待，並與北京人民一起慶祝「五一」國際勞動節。
1975年7月，教聯會開始出版會刊《香港教育》；9月，開始舉辦會員「周末茶座」。1976年10月，教聯會舉行「魯迅先生逝世四十周年」紀念晚會；12月，舉辦首屆「團結盃」男子籃球賽。1984年4月，教聯會組織香港「教育界知名人士北京訪問團」，到北京與國務院港澳辦等機構的負責人討論香港前景及教育問題。1988至1989年間，教聯會出版《基本法abc》、《香港教育手冊》、《基本法政制篇》、《認識中華——中國常識abc》等多本刊物。1992年起，教聯會開始參與協辦「華夏園丁迎新年」的全國性教育交流活動，每年組織100多名香港教師參加。1994年4月，舉行《基本法特輯——未來的主人》教材發佈會；7月，協辦北京大學歷史教師研修班及清華大學普通話教師進修班，並組織了訪問吉林、江西、陝西和青海的「希望之旅」；12月，經會員大會通過，教聯會成立有限公司。
教聯會第20屆理事會會長為劉智鵬，主席為黃錦良。理事會由38名教育工作者組成，下設5個專責部門，分別為專業發展部、教育政策部、兩地交流及社會事務部、會員發展部和傳訊及出版部。截至2021年，會員人數達到42,000餘人，現今會員數已逾67,000餘人。
2021年9月12日，香港教育工作者工會成立，該工會為教聯會之團體會員，教聯會全力襄助以助工會發展。該工會有獨立會址，專責爭取教師權益與處理求助。
2022年中，教聯會會員服務中心徙至旺角上海街698號美觀文化薈，並於四樓及五樓各設「教師生活館」與「教育培訓交流中心」，前者以優惠價售予會員教師各類物品以滿足其需求，後者則給予準教師、新入職教師、現職教師、中層管理人員、校長及校董教育講座與專業認證課程。
2022年7月16日，獲香港特別行政區政府支持，正式成立「愛國教育支援中心」，全面投入服務。除接待全港中小學及幼稚園教師和學生參訪外，中心除定期舉辦不同類型的學生學習活動及教師培訓課程，還支援全港學校的愛國教育工作。
2024年7月6日，建立香港首個「航天科普教育基地」。該基地旨在增強青少年對國家航天科技和航天精神的認識，樹立國家觀念，加強國民身份認同和民族自豪感。

## 主要活動
多年來，教聯會創建了一些品牌活動，包括「教師體育節」、「優秀教師選舉」等。其中「教師體育節」為教育界大型的年度體育盛事，為教師提供舒展身心的機會；「優秀教師選舉」旨在表揚教師的貢獻，彰顯教學成果。此外，教聯會關注香港的教育發展，就教育議題進行調查研究，並公開發表意見，為教育發展建言獻策。
除關注香港教育發展，與香港教育局及各教育團體建立緊密的聯繫和合作外，教聯會亦將會務向外擴展，多年來與國家教育部及內地各省、市的教育部門、工會等建立了互信的良好關係，合辦活動無數，促進兩地教師互相學習和啟發，實現「教學相長，共同進步」。

## 選舉

### 立法會選舉
| 選舉 | 民選得票 | 民選得票比例 | 地方選區議席 | 功能界別議席 | 選舉委員會界別 | 總議席 | 增減 |
| ---- | -------- | ------------ | ------------ | ------------ | -------------- | ------ | ---- |
| 2021 |          |              | 0            | 1            | 2              | 3 / 90 | ▲ 3  |

## 議員

### 立法會議員
| 界別       | 選區       | 姓名     | 2022-2025 | 備註 |
| ---------- | ---------- | -------- | --------- | ---- |
| 功能界別   | 教育界     | 朱國強   |           |      |
| 選舉委員會 | 選舉委員會 | 鄧飛     |           |      |
| 選舉委員會 | 選舉委員會 | 劉智鵬   |           |      |
| 所得議席   | 所得議席   | 所得議席 | 3         |      |

## 旗下學校
聯會旗下興辦了兩所學校，分別為香港教育工作者聯會黃楚標學校和香港教育工作者聯會黃楚標中學。

## 爭議事件
2012年，教聯會轄下的國民教育服務中心出版《中國模式國情專題教學手冊》，其中一頁更指中國共產黨是「進步、無私與團結」的執政集團。

### 反對逃犯條例修訂草案運動期間
於反對逃犯條例修訂草案運動期間，教聯強烈反對參與反修例活動，和教協針鋒相對，又向香港學界辯論聯會施壓，反對於辯論比賽討論有關議題。
2019年6月8日，在將於翌日舉行的反對逃犯條例修訂草案遊行前，教聯會發表聲明，強烈呼籲教師切勿動員學生參與遊行，以免他們「被捲入政治漩渦，造成嚴重後果」。聲明又宣稱修訂《逃犯條例》已極度政治化，指教師應理性表達政治訴求，並客觀持平教導學生，多角度探究修例的利弊，又表示：「強烈反對以任何暴力方式表達訴求，同時擔心學生因參與遊行而危害自身安全，甚至誤墮法網，前途盡毀。」。對此教協回應，指從未聽聞有任何團體呼籲教師動員學生參與遊行，又指學生決定以和平的方式參與遊行，是基本權利，應予尊重，教協又批評有教育團體在沒有證據下，把各中學及大專院校校友的反修例聯署抹黑為「政治操作」，甚至指摘「利用師生」，認為相關說法極不尊重參與聯署的校友和師生。其後，反修例風波不斷發酵，引起連場警民衝突，並有多人被捕。政府指在六千多名被捕人士之中，近四成是學生。扣除一千三百七十八名被捕大專生，約一千人為中學生，逾三百所中學有學生被捕。同時，70名教師或教學助理被捕。
教聯在內的25個教育團體聯署聲明指，過去多月的示威行動，不少年輕人參與其中，近日網上有人號召策劃更激烈行動，揚言將暴力升級，聯署者對此深表憂慮，擔心再有學生捲入更暴力的事件，危及人身安全，亦會墮入法網，前途盡毀，呼籲年輕人保護自己，遠離暴力現場，不要參與違法行為，免得害及己身，斷送個人前途，後悔終生，同時希望家長密切留意子女的情況，教育工作者則應教導學生遠離暴力和仇恨，勸喻學生不應出席可能出現危險的活動。

### 九龍塘宣道小學教師被指控播獨遭除牌案
九龍塘宣道小學某男教師被家長投訴利用工作紙散播港獨思想，學校應教育局要求二度調查，結果判定工作紙係討論言論自由而非宣傳港獨，但後來教育局卻認定教材播獨而除牌。教協助該師上訴，但教聯會主席黃錦良卻認教育局作法得體，然盼該局可公開進一步調查細節，包括除牌理據，以釋疑慮。教聯會此舉引起爭議，有網友批評教聯會非但不協助該師，還附和教育局除牌之舉，認定該師播獨流於武斷。

## 外部連結
- 香港教育工作者聯會網頁 （页面存档备份，存于）
- 香港教育工作者聯會網頁(舊版) （页面存档备份，存于）
- 香港教育工作者聯會Facebook專頁 （页面存档备份，存于）